# Фабіо Сімплісіо
Фабіу Сімплісіу (порт. Fábio Simplício, нар. 23 вересня 1979, Сан-Паулу) — колишній бразильський футболіст, центральний півзахисник.
Виступав, зокрема, за «Сан-Паулу» та кілька італійських і японських клубів, а також провів один матч за національну збірну Бразилії.

## Клубна кар'єра

### «Сан-Паулу»
Фабіо Сімплісіо почав займатися футболом, граючи на вулицях рідного міста Сан-Паулу. Там його помітили скаути клубу «Сан-Паулу» і запросили молодого гравця до себе. Він довгий час грав у молодіжному складі команди, виступаючи разом із Кака і Жуліо Баптистою, які стали його друзями. У 1999 році основна команда «Сан-Паулу», провела невдалий сезон, внаслідок чого була змушена позбутися від більшості півзахисників клубу: Бето, Едмілсона, Вагнера і Марселіньйо. Тренерський штаб клубу зробив ставку на талановитих молодих гравців команди, Сімплісіо, Кака і Баптісту.
У свій перший сезон Сімплісіо провів 25 матчів і забив 5 голів, вигравши з командою чемпіонат штату Сан-Паулу. У два наступних роки він провів 85 матчів і забив 8 голів. У 2003 році Кака і Баптіста поїхали до Європи, а Сімплісіо вирішив залишитися на батьківщині. У 2003 і 2004 роках він зіграв 48 матчів у чемпіонаті Бразилії, а також провів 11 зустрічей у Кубку Лібертадорес 2004 року, де «Сан-Паулу» дійшов до півфіналу.

### «Парма»
У 2004 році Арріго Саккі, головний тренер італійської «Парми», переглядав гравців у Бразилії. Там він помітив гру футболіста й запросив його до себе в клуб. Угода нічого не коштувала «Пармі», оскільки у хавбека закінчився контракт з «Сан-Паулу», а з підписанням нового він зволікав. Він дебютував 22 вересня 2004 року в Італії в матчі Серії А з «Болоньєю», в якому «Парма» програла 1:2. У своєму першому сезоні він провів 46 матчів і забив 4 голи, включаючи 9 ігор у Кубку УЄФА. У наступному сезоні Сімплісіо забив 11 голів, з яких 10 м'ячів у чемпіонаті Італії, що привернуло до нього увагу грандів італійського футболу.

### «Палермо»
Влітку 2006 року Сімплісіо був куплений «Палермо» за 5,5 млн євро, підписавши контракт на 4 роки (заробітна плата 700 тис. євро в рік). У своєму першому сезоні в клубі Сімплісіо провів 41 матч і забив 7 голів, з яких 5 у чемпіонаті Італії. У подальші 2 сезони Сімплісіо не забивав менше 5 голів. Але найбільшу користь бразилець приносив як архітектор атак і розігруючий, організовуючи гру команди.
1 лютого 2009 року Сімплісіо провів 100-й матч у складі «Палермо», однак у цій грі його клуб поступився «Дженоа» 0:1. У сезоні 2009/10 місце Сімплісіо в основі піддалося сумніву, його почав витісняти зі складу новий футболіст, аргентинець Хав'єр Пасторе. Проте головний тренер команди Вальтер Дзенга зміг знайти місце на полі для обох гравців. У січні 2010 року Сімплісіо заявив, що хоче покинути «Палермо» по закінченні сезону через невдалі переговори з приводу продовження контракту.

### «Рома»
1 червня 2010 року Сімплісіо в статусі вільного агента підписав контракт на 3 роки зі столичною «Ромою» з заробітною платою в 1,1 млн євро рік. Він сказав: «Це шанс всього життя, грати в такому великому клубі — це велика можливість для моєї кар'єри. Грати з чемпіонами по духу — це велика честь для всіх футболістів». У складі «вовків» Сімплісіо за два сезони зіграв 43 матчі і забив 8 голів у Серії А.

### Завершення кар'єри
27 липня 2012 року гравець підписав річний контракт з японським клубом «Сересо Осака». У новій команді провів півтора сезони, після чого ще рік грав також у Джей-лізі за «Віссел» (Кобе).
Завершив професійну ігрову кар'єру в нижчоліговому бразильському клубі «Бататайс», що виступав у другому дивізіону чемпіонату штату Сан-Паулу.

## Виступи за збірну
9 листопада 2009 року Сімплісіо у віці 30 років уперше був викликаний до складу національної збірної Бразилії на товариські матчі з Англією і Оманом через травму Раміреса, гравця «Бенфіки». Сімплісіо був дуже щасливий від виклику в національну команду: «Я не знаходжу слів, щоб описати щастя, яке я відчуваю в даний момент. Це був великий сюрприз для мене. Тепер я маю намір використовувати цей шанс, щоб залишитися в команді до чемпіонату світу». У першій грі Сімплісіо залишився на лаві запасних. Але у другій зустрічі, з Оманом, він вийшов на поле, замінивши Феліпе Мело. Гра завершилася перемогою Бразилії 2:0. Згодом у складі збірної не грав.
| Дата       | Місто  | Господарі | Результат | Гості    | Турнір           | Голи | Примітки |
| ---------- | ------ | --------- | --------- | -------- | ---------------- | ---- | -------- |
| 17-11-2009 | Маскат | Оман      | 0 – 2     | Бразилія | товариський матч | -    |          |
| Усього     |        | Матчів    | 1         |          | Голів            | 0    |          |

## Особисте життя
Одружений. Дружина — Елайне. У них двоє дітей, Луана і Жордан (нар. 21 жовтня 2009 року).

## Титули і досягнення

### Командні
- Чемпіон штату Сан-Паулу: 2000
- Переможець турніру Ріо-Сан-Паулу: 2001
- Переможець суперчемпіонату штату Сан-Паулу: 2002

### Особисті
- Володар «Срібного м'яча» Бразилії: 2002